# Linda (keresztnév)
A Linda germán eredetű női név, a -linda, -linde végű női nevek önállósult beceneve, jelentése: hársfából készült pajzs.

## Rokon nevek
Adelinda, Belinda, Ermelinda, Relinda

## Gyakorisága
Az újszülötteknek adott nevek körében az 1990-es években ritkán fordult elő. A 2000-es és a 2010-es években sem szerepelt a 100 leggyakrabban adott női név között.
A teljes népességre vonatkozóan a Linda sem a 2000-es, sem a 2010-es években nem szerepelt a 100 leggyakrabban viselt női név között.

## Névnapok
február 13.,

## Híres Lindák
- „Linda” utónevű személyek szócikkeinek listája a Wikidata alapján

### Kitalált személyek
- Linda, magyar tévésorozat